# Jacques Neveu
Jacques Jean-Pierre Neveu (14 de novembro de 1932 – 17 de maio de 2016) foi um matemático belga (e depois francês), especialista em teoria das probabilidades. É um dos fundadores da escola francesa (pós Segunda Guerra Mundial) de probabilidade e estatística.

## Educação e carreira
Jacques Neveu obteve um doutorado em matemática em 1955 na Universidade de Paris, orientado por Robert Fortet, com a tese Etude des semi-groupes de Markoff.
In 1960 Jacques Neveu foi, com Robert Fortet, um dos primeiros dois membros do Laboratoire de Probabilités et Modèles Aléatoires (LPMA). Foi diretor do LPMA de 1980 até 1989, quando Jean Jacod tornou-se o diretor.
In 1962 Neveu foi um chargé de cours (lecturer) no Collège de France. Lecionou na Sorbonne e, depois da reorganização da Universidade de Paris, na Universidade Pierre e Marie Curie (Paris VI) no Laboratório de Probabilidade do Institut de mathématiques de Jussieu. Foi professor da École Polytechnique
Em 1976 deu um curso na École d'été de Probabilités Saint-Flour (um curso de verão em teoria das probabilidades patrocinado pela Université Clermont-Auvergne). Foi professor visitante em Bruxelas, São Paulo e Leuven.
De 1969 a 1987 Jacques Neveu foi orientador de 19 teses de doutorado. Em 1977 foi presidente da Société mathématique de France. Em 1991 fundou o grupo Modélisation Aléatoire et Statistique (MAS) da Société de Mathématiques Appliquées et Industrielles (SMAI). Em 2012 foi eleito fellow da American Mathematical Society.
Foi palestrante convidado do Congresso Internacional de Matemáticos em Vancouver (1974).

## Pesquisa
Jacques Neveu é um dos fundadores da moderna teoria das probabilidades. Pesquisou sobre cadeias de Markov, processos gaussianos, martingales, teoria ergódica, árvores aleatórias (especialmente processos de Galton–Watson e árvores de Galton–Watson) e medidas de Dirac, bem como aplicações da teoria das probabilidades à estatística, ciência da computação, combinatória e física estatística. Em 1986 introduziu o conceito de arbre de Galton-Watson (árvore de Galton-Watson) na estrutura das árvores aleatórias discretas; no formalismo matemático das árvores de Galton-Watson, a notação de Neveu é denominada em sua memória.

## Comemoração
Diversos matemáticos prestaram tributo a Jacques Neveu por sua influência sobre a moderna teoria das probabilidades.
Jacques Neveu foi excepcional no ensino e pesquisa. Em sua memória é concedido um prêmio anual pelo grupo MAS do SMAI para o melhor doutoraado francês em matemática ou estatística com base no julgamento da qualidade da tese.

### Prix Jacques Neveu
Os laureados são:
- 2008: Pierre Nolin
- 2009: Amandine Véber
- 2010: Sébastien Bubeck & Kilian Raschel
- 2011: Nicolas Curien
- 2012: Pierre Jacob & Quentin Berger
- 2013: Adrien Kassel
- 2014: Emilie Kaufmann & Julien Reygner
- 2015: Erwin Scornet
- 2016: Anna Ben-Hamoud

## Publicações selecionadas

### Artigos
- "Lattice methods and submarkovian processes." In Fourth Berkeley Symposium on Mathematical Statistics and Probability, pp. 347–391. 1961.
- "Existence of bounded invariant measures in ergodic theory." In Proc. Fifth Berkeley Sympos. Math. Statist. and Probability (Berkeley, Calif., 1965/66), vol. 2, no. Part 2, pp. 461–472. 1967.
- "Temps d'arrêt d'un système dynamique." Zeitschrift für Wahrscheinlichkeitstheorie und Verwandte Gebiete, vol. 13, no. 2, 1969, pp. 81–94. doi:10.1007/BF00537013
- "Potentiel Markovien récurrent des chaînes de Harris." Ann. Inst. Fourier, vol. 22, no. 2, 1972, pp. 85–130.
- "Sur l’espérance conditionelle par rapport à un mouvement brownien." Ann. Inst. H. Poincaré, section B, vol. 12, no. 2, 1976, pp. 105-109.
- "Processus ponctuels." In École d’Eté de Probabilités de Saint-Flour VI-1976, pp. 249–445. Springer, Berlin, Heidelberg, 1977. doi:10.1007/BFb0097494
- Arbres et processus de Galton-Watson, Annales de l'IHP, section B, vol. 22, 1986, pp. 199–207.
- "Multiplicative martingales for spatial branching processes." In Seminar on Stochastic Processes, 1987, pp. 223–242. Birkhäuser Boston, 1988. doi:10.1007/978-1-4684-0550-7_10
- com Francis Comets: The Sherrington-Kirkpatrick model of spin glasses and stochastic calculus: the high temperature case. Communications in Mathematical Physics, vol. 166, no. 3, 1995, pp. 549–564. doi:10.1007/BF02099887

### Livros
- Théorie des semi-groups de Markov, University of California Press 1958 (e Gauthier-Villars 1958)
- Bases mathématiques du calcul des probabilités, Masson, 1964, 1970
  - Tradução para o inglês: Mathematical foundations of the calculus of probability, Holden-Day 1965
- Processus aléatoires gaulliens, Montréal: Presses de l'Université de Montréal, 1968
- Cours de probabilités, École Polytechnique, 1970, 1978
- Martingales à temps discret, Masson, 1972
  - Tradução para o inglês: Discrete-parameter martingales, Elsevier, 1975[14]
- Théorie de la mesure et intégration, cours de l'École polytechnique, 1983
- Introduction aux processus aléatoires, École Polytechnique 1985